# Bjeloruska radiotelevizija
Bjeloruska radiotelevizija (bjeloruski: Нацыянальная дзяржаўная тэлерадыёкампанія Рэспублікі Беларусь) ili Belteleradio je bjeloruska državna televizijska i radijska kuću sa sjedištem u Minsku.
Radijski program počela je odašiljati 15. studenog 1925. na ruskom i bjeloruskom jeziku riječima "Slušate Minsk!", a televizijski od 1. siječnja 1956.
Punopravnom članicom Europske radiodifuzijske unije (EBU-a) postaje 1. siječnja 1993. pod službenom kraticom BTRC (od naziva na engleskom jeziku). Od tada postaje odgovorna za izbor predstavnika Bjelorusije na Pjesmi Eurovizije.

## Vanjske poveznice
- Službeno mrežno mjesto (engl.) (rus.)